# Merlin Tonto
Merlin Tonto (Tonto) је професионални рачунар фирме Merlin који је почео да се производи у Уједињеном Краљевству током 1985. године.
Користио је 68008 микропроцесорску јединицу а RAM меморија рачунара је имала капацитет од 128 KB, до 256 KB + 2 KB са батеријским бекапом. 
Као оперативни систем кориштен је Tonto OS.

## Детаљни подаци
Детаљнији подаци о рачунару Tonto су дати у табели испод.
|                       |                                                         |
| [ 1 ]                 |                                                         |
| Произвођач            |                                                         |
| Тип                   | професионални рачунар                                   |
| Меморија              | 128 KB, до 256 + 2 KB                                   |
| Поријекло             | Уједињено Краљевство                                    |
| Година                | 1985                                                    |
| Тастатура             | пуни помак тастера, 73-тастера са нумеричком тастатуром |
| Процесор              |                                                         |
| Фреквенција процесора | 7,5                                                     |
| RAM                   | 128 KB, до 256 + 2 KB                                   |
| ROM                   | 128 KB, све до 320 KB                                   |
| Текст                 | 42 или 64 или 84 знакова x 24 линије                    |
| Графика               | 256 x 256 (8 боја) / 512 x 256 (4 боје)                 |
| Боја                  | 256                                                     |
| Звук                  | TI TMP5220C синтисајзер говора / уграђени звучник       |
| Димензије             | 44 (ширина) x 26,5 (дубина) x 6,8 (висина)              |
| Портови               |                                                         |
| Оперативни систем     |                                                         |